# 波萨达斯 (科尔多瓦省)
波萨达斯，是西班牙安达卢西亚自治区科尔多瓦省的一个市镇。总面积160平方公里，总人口7077人（2001年），人口密度44人/平方公里。